# Skolevejen (dokumentarfilm)
|  | Denne artikel er oprettet af botten Steenthbot ud fra en ekstern database. Den kan derfor have sproglige fejl eller mangler. Denne skabelon kan fjernes efter kontrol af indholdet. |

Skolevejen er en dansk oplysningsfilm fra 1957 instrueret af Helge Robbert og efter manuskript af Knud Leif Thomsen.

## Handling
En film henvendt til skolebørn om at bevæge sig korrekt rundt i trafikken.